# Prowincja Surin
Surin (taj. สุรินทร์) – jedna z prowincji (changwat) Tajlandii. Sąsiaduje z prowincjami Buri Ram, Maha Sarakham, Roi Et i Sisaket oraz kambodżańską prowincją Otdar Mean Cheay.